# Pseudibis
Pseudibis is een geslacht van vogels uit de familie van de ibissen en lepelaars (Threskiornithidae).

## Soorten
Het geslacht kent de volgende soorten:
- Pseudibis davisoni – Witschouderibis
- Pseudibis gigantea – Reuzenibis
- Pseudibis papillosa – Wrattenibis